# روابط کانادا و مالزی
روابط کانادا و مالزی (انگلیسی: Canada–Malaysia relations) به روابط دیپلماسی دو جانبه میان کشورهای کانادا و مالزی اشاره دارد. مالزی در اتاوا دارای یک کمیسیون عالی است و کانادا در کوالا لامپور یک کمیسیون عالی دارد. هر دو کشور عضو کامل اتحادیه کشورهای مشترک‌المنافع هستند. کانادا دارای سابقه طولانی در روابط دو جانبه دوستانه و نزدیک با مالزی می‌باشد و جزو اولین کشورهایی بود که استقلال مالزی را به رسمیت شناخت.

## علم و تکنولوژی
کانادا و مالزی در حوزه‌هایی همانند فناوری هوافضا، فناوری زیست‌محیطی، کشاورزی، ترابری و نفت و گاز پیوندهای عمیقی دارند.